# Hardware Functionality Scan
Una Funcionalidad de Escaneo de Hardware (conocido en inglés como Hardware Functionality Scan) es una función levada a cabo con el fin de verificar que un determinado dispositivo es realmente lo que dice ser. Es patentado por Microsoft.
Algunos sistemas operativos sólo envían copias de contenido protegido, tales como películas, a un dispositivo de salida, como es la pantalla, si el dispositivo es capaz de proteger el contenido en caso de ser aprovechado por uno formato desprotegido. Este mecanismo puede ser eludido por dejar hardware falso que dice ser un dispositivo de confianza. HFS impide que el dispositivo realice ciertas tareas que son difíciles de emular.

## Problemas
Con el fin de soportar controladores de código abierto, un fabricante de hardware ha de revelar algunos detalles sobre su producto, pero HFS requiere que esta información se mantenga en secreto. El problema con los controladores genéricos es que HFS requiere controladores individuales para cada variante de un producto que los hacen distinguibles, los conductores tienen para dar cuenta de los detalles de implementación, en lugar de utilizar la funcionalidad abstracta de los modelos.
Un fabricante de hardware ha de tener la huella dactilar de un producto HFS listado en la base de datos de hardware de confianza para hacerlo funcionar bajo sistemas operativos Windows recientes. Por lo tanto, Microsoft dicta las condiciones en las que un dispositivo es aceptado. Puede requerirle al fabricante de implementar ciertas características DRM, para que ellos tengan que pagar una regalía a su respectivo inventor.